# Steinach (Thuringe)
Pour les articles homonymes, voir Steinach.
Steinach est une ville allemande de Thuringe, située dans l'arrondissement de Sonneberg.

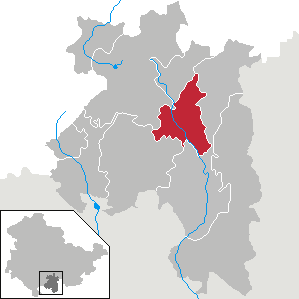
Situation de Steinach (en rouge) dans l'arrondissement de Sonneberg.